# Transkulturowość
Transkulturowość – koncepcja, która została stworzona przez filozofa Wolfganga Welscha. Mówi, że dzisiejsze kultury w dużej mierze charakteryzuje mieszanie, przenikanie i hybrydyzacja, a kultury nie mają już sugerowanej wcześniej formy jednorodności i odrębności. Pojęcie transkulturowości jako nowej koncepcji kultury powstało w odpowiedzi na brak satysfakcji z koncepcji takich jak wielokulturowość i interkulturowość.

## Teoria
Welsch uważa, że opis współczesnych kultur jako wysp lub sfer jest niezgodny z faktami i normatywnie zwodniczy. Teoria mówi, że nasza tożsamość jest w dużej mierze zależna od „obcych” elementów. Częścią kultury jest wymiana różnych stylów życia, wartości i przekonań. Poprzez tę wymianę tworzą się nowe formy połączeń, które tworzą sieci.
Ważnymi czynnikami tworzącymi te połączenia są środki masowego przekazu (które codziennie dostarczają wiadomości z całego świata) oraz transport (który umożliwia szybkie poruszanie się po świecie). Przyczynia się to do zwiększenia ilości kontaktów – w ciągu jednego dnia można dowiedzieć się więcej na temat zwyczajów i obyczajów innych kultur, niż było to możliwe wcześniej w ciągu tygodni lub nawet miesięcy. Koncepcję tę rozpatruje się na dwóch poziomach – makro i mikro.

### Poziom makro
Koncepcja zakłada, że w dzisiejszych czasach kultury są ze sobą maksymalnie powiązane i związane ze sobą a style życia nie kończą się na granicach kultur narodowych, ale idą dalej, znajdując podobny wydźwięk w innych kulturach. Nowe formy powiązań są konsekwencją procesów migracji, materialnych i niematerialnych systemów komunikacji oraz gospodarczej współzależności i zależności.
Ponadto, kultury dziś charakteryzuje hybrydyzacja: dla każdej z kultur wszystkie pozostałe stały się wewnętrznymi treściami lub ich satelitami. Przekłada się to między innymi na poziomie populacji, towarów i informacji. Można zauważyć to między innymi na przykładzie artykułów spożywczych, które do niedawna uznawane były za egzotyczne, a dziś stają się dostępne w każdej chwili i dla każdego.
Dzisiaj w kulturze, w stosunkach wewnętrznych - wśród różnych sposobów życia - istnieje tyle obcości, ile w stosunkach zewnętrznych z innymi kulturami. Retoryka kultury regionalnej również jest determinowana transkulturowo - jest w dużej mierze symulowana i estetyczna. Folklor jest własnością stymulowaną dla samych uczestników - tubylców. 

### Poziom mikro
Transkulturowość rozprzestrzenia się również na poziomie jednostki. Tożsamość jednostek kształtowana jest przez więcej niż jedną kulturę (to zjawisko jest coraz częstsze w następnych pokoleniach), coraz częściej celowo jednostki przyswajają sobie wiedzę należącą do szerszego kanonu wiedzy, kształtując swoją wiedzę i poglądy w oparciu o literaturę spoza własnego kręgu narodowego i kulturowego.